# Johann Ulrich Schiess
Pour les articles homonymes, voir Schiess.
Johann Ulrich Schiess, né le 21 février 1813 à Wald et mort le 6 juillet 1883 à Berne, est une personnalité politique suisse. Il est, de 1848 à 1881, le premier chancelier de la Confédération et détient le record de longévité à ce poste.

## Biographie
Après avoir suivi ses études à Bâle, il fréquente successivement les universités de Bâle, Iéna, Berlin et Göttingen, où il obtient un doctorat en lettres en 1835.
Entré dans la vie active comme archiviste, il devient juge d'instruction de 1836 à 1839, puis est élu chancelier d’État du canton d’Appenzell Rhodes-Extérieures de 1839 à 1847. En juillet 1847, il apprend par les journaux sa nomination comme secrétaire d'État de la Confédération et entre en fonction en novembre 1847, assurant également l'intérim à la Chancellerie fédérale à la suite de la démission de Josef Franz Karl Amrhyn en pleine crise du Sonderbund.
À l'automne de l'année suivante, la Diète l’élit officiellement comme premier chancelier de la Confédération à la suite de l'adoption de la Constitution fédérale de 1848, poste qu'il occupe pendant 33 ans. Pendant cette période, il est, en plus de ses tâches de chancelier, chargé par le Conseil fédéral de missions à l'étranger. En 1881, après son départ de la chancellerie, il est élu au Conseil national comme représentant du canton d'Appenzell Rhodes-Extérieures.

## Sources
- Chancellerie fédérale, « Johann Ulrich Schiess (chancelier de 1848 à 1881) » (consulté le 30 octobre 2007)

- (nl) Cet article est partiellement ou en totalité issu de l’article de Wikipédia en néerlandais intitulé « Johann Ulrich Schiess » (voir la liste des auteurs).
- Johann Ulrich Schiess, dans le Dictionnaire historique de la Suisse